# Amt für Gebäude, Anlagen und Logistik - Brüssel
Das Amt für Gebäude, Anlagen und Logistik - Brüssel (OIB) ist eine Dienststelle der Europäischen Kommission und einer Generaldirektion gleichgestellt. Leiter der Dienststelle ist Marc Becquet. Das Amt ist in Brüssel angesiedelt.
Die Dienststelle ist u. a. zuständig für die Erwerbung, Anmietung und Verwaltung der Bürogebäude und -einrichtung. Sie organisiert Umzüge des Personals, betreibt Sozialeinrichtungen zur Verpflegung und Kinderbetreuung und organisiert Infrastrukturdienstleistungen.